# 浦寿昌
浦寿昌（1922年1月17日—2019年12月14日），男，江苏无锡人，中华人民共和国外交部前副部长，中国社会科学院顾问，中国社会科学院荣誉学部委员。

## 生平
1942年从美国密歇根大学毕业，毕业后进入哈佛大学研究院研读经济系博士学位。1949年起在各大外事活动中做英文主译，参与如日内瓦会议、万隆会议等，后先后任中华人民共和国外交部政策委员会秘书、中华人民共和国国务院总理秘书、中华人民共和国外交部政策研究室副主任、国家计委外事局局长等职。1953年前往朝鲜开城参与朝鲜停战协定的签署。1959年参加苏联共产党第二十一次代表大会。1979年任中华人民共和国外交部副部长。1982年进入中国社会科学院当顾问。同年，参与筹建中国翻译工作者协会并任第一届、第二届副会长、常务理事。1992年，任第三届理事会常务副会长。1993年，参与筹建中国译协外事翻译委员会并任委员会主任。。1998年起，任第四、五、六、七届中国翻译工作者协会理事会顾顾问。2006年被评为中国社会科学院荣誉学部委员。2012年，获得“翻译事业特别贡献奖”。

## 出版物
著作：参与翻译《毛泽东选集》1～5 卷英译本。